# الحسبة في الدولة السعودية الثانية
تعد هيئة الأمر بالمعروف والنهي عن المنكر (الحسبة) السلطة الثالثة في الدولة بعد الوالي والقاضي، ويتركز هذا النظام على أمور العبادات ومراقبة تطبيقها. تكونت الحسبة في ظل الإسلام، لكنها لم تكن كما هي عليه في الوقت الحالي. وقد كان أول ذكر لهذه الهيئة في رسائل الشيخ محمد بن عبد الوهاب المعروفة بالرسائل النجدية، وقد اتضح أمرها أكثر في عهد الإمام فيصل بن تركي، حيث أمر بتشكيل لجنة أو هيئة للأمر بالمعروف والنهي عن المنكر، وذلك في أول خطاب ألقاه في شعبه حين توليته الحكم وشدد على الأمراء في الأقاليم بأن يساندوا هذه الهيئة. 

## رجال الحسبة
كان الأعضاء في هيئة الأمر بالمعروف والنهي عن المنكر (الحسبة)، حتى وقت قريب غير متفرغين لهذا العمل وإنما يقومون به طواعية واحتسابًا للأجر من الله سبحانه وتعالى، وكان يطلق على من يقوم بهذا العمل ((المحتسب)). لذلك فإننا نجد هناك من رجال العلم من زهد في الأعمال القضائية، وكان طلبهم للعلم نفسه وليس لأي منصب أو جاه، وحرصوا على أداء حق هذا العلم في أعمال الحسبة التي يعملون فيها دون مقابل. وعادة يكون هؤلاء المحتسبين أو كما يطلق عليهم (المطاوعة) من كبار السن، فنراهم يجوبون الأسواق وبيد كل واحد منهم عصا من الخيزران، ولا يقصد من ذلك أنهم قساة يعاملون الناس بظلم؛ بل إن من أهم صفاتهم التي يجب أن يتحلى بها كل من يقوم بهذا العمل هي العدل والإنصاف والحلم والصبر، وأن يكون لديه أسلوب رقيق محبب حتى يستمع إليه الناس وينفذون ما يطلبه منهم دون إكراه، إضافة إلى ذلك أن يكون بعيدًا كل البعد عن الاستبداد.

## أعمال المحتسب ومهامه
تعددت أعمال رجال الحسبة، فكان منها:
- الإشراف على أمور الدين وتطبيقها، لذلك فإننا نجد المطاوعة الذين مهمتهم تذكير الناس بمواعيد الصلاة ونجد لكل مسجد مطوعه الخاص.
- الإشراف على عمليات البيع والشراء ومراقبة الموازين والمكاييل.
- محاولة القضاء على بعض العادات السيئة التي لا يخلو منها مجتمع في تلك الفترة، مثل عادة التدخين التي أخذت تنتشر بين الأسر الغنية، وقد زاول هؤلاء المدخنون تلك العادة بسرية تامة لكن رائحتهم كانت تدل على فعلتهم.
- الاهتمام بالمشروعات الخيرية كبناء المساجد وترميمها ومصابيح الإضاءة في الأسواق والمساجد ليلاً، وماء الشرب في المساجد، والاهتمام بالأملاك الموقوفة كالآبار وما تحتاجه من دِلاء أو أراضٍ  معينة، وكذلك حفر آبار جديدة.
- الاهتمام بالغريب والفقير والجاهل، فالأول تصان كرامته ولا يغبن في البيع أو الشراء، والثاني يكون موضع عناية ويُعرّف بمن يحسن إليه ويهتم به، والثالث يُعلّم ويساعد على معرفة ما ينقصه.
- وعظ الناس وإرشادهم في أمور دينهم ودنياهم في المساجد والمجالس.
- يعهد إليهم أحيانًا بفض المنازعات والتدخل في إصلاح ذات البين، لأنهم من ذوي المكانة العالية لدى الوجهاء والأمراء، وقد تسمى في بعض المناطق هذه المجموعة ((هيئة النظر)).
- يقوم المحتسب في بعض المناطق بما يقوم به كاتب العدل في وقتنا الحالي من كتابة الوثائق والمبايعات والشهادات والمداينات والبيع والشراء، ولذلك فإننا نجدها مُصَدَّقة من القاضي لأنه يعرف خط صاحبه حتى ولو مضت فترة طويلة على تلك الوثيقة؛ لأنه لا يتطرق إليه الشك من جهة، ومن جهة أخرى سلامة الذمم والنفوس في تلك الآونة.
- كذلك من مهام المحتسب حصر المواريث، والإشراف على تقسيم التركات وبيعها وإعطاء كل ذي حق حقه من الوارثين. كذلك عليهم واجب كتابة وصايا الناس قبل وفاتهم، وتبصير الناس بأهمية كتابتها كما تنص عليه الشريعة الإسلامية.
- ومن مهامه كذلك عقد القِران في حالات الزواج.

## أشهر من عمل في الحسبة
- الشيخ عبد الرحمن بن عبد الرحمن بن مهنا.
- الشيخ علي بن إبراهيم بن مهنا.
- الشيخ إبراهيم بن حمد الشويعر.
- الشيخ سعد بن محمد بن عبد العزيز بن حسين.
- الشيخ إبراهيم بن سعد بن ناصر.
- الشيخ حمد بن عبد الله الجويد.